# افول آمریکایی
افول آمریکایی یا افول آمریکا، ایده‌ای است که می‌گوید ایالات متحده آمریکا از نظر ژئوپلیتیکی، نظامی، مالی، اقتصادی، اجتماعی، فرهنگی، موضوعات مربوط به سلامت، و مسائل محیط زیستی در حال نزول است. دربارهٔ نسبی یا مطلق بودن میزان کاهش قدرت آمریکا، بحث‌ها و تردیدهای زیادی وجود داشته‌است. اکثر تحلیلگران معتقدند که ایده افول آمریکایی از گذشته وجود داشته و جزوی از فرهنگ آمریکاییان بوده‌است. علاوه بر آن افراد افول گرا دلایل و مستندات محکمی برای اثبات این ایده ندارند. آن‌هایی که معقتدند آمریکا در حال افول است، «افول‌گرا» نامیده می‌شوند.
چین کشوری است که چالشی برای تسلط جهانی آمریکا به‌حساب می‌آید و ازین‌رو در این بحث موضوعی محوریست. به گفته عده کمی از تحلیلگران ایالات متحده آمریکا دیگر یگانه ابرقدرت بدون رقیب در جهان نیست، تا در هر نقطه‌ای از جهان تسلط و سیطره داشته باشد. اما برخلاف گفته‌های آنها طبق شاخص قدرت آسیا در سال ۲۰۲۰، ایالات متحده آمریکا هنوز هم در زمینه‌های ظرفیت نظامی، نفوذ فرهنگی، دفاعی و توانایی خروج از چالش‌ها حرف اول را دارد.
به گفته برخی تحلیل گران کاهش منافع نظامی، کسری بودجه، گسترش بیش از حد ساحات ژئوپلیتیک و تغییر در وضعیت اخلاقی، اجتماعی و رفتاری از شاخص‌هایی اند که با افول آمریکا در جهان ارتباط دارد. برخی تحلیل‌گران باور دارند که افول آمریکا برخاسته از سیاست خارجی ترامپ توأم با «خروج از صحنه جهانی» است. درحالی‌که، برخی دیگری معتقداند به قدرت رسیدن ترامپ صرفاً زمان افول ثبات آمریکا را در عرصه سیطره و هژمونی سرعت بخشید.
در نظر سنجی که در سال ۲۰۲۱ میلادی، درست پس از یورش به کپیتول صورت گرفت و در آن ۱۰۱۹ شهروند آمریکا شرکت کردند، ۷۹ درصد آن‌ها گفتند که این کشور در حال «تجزیه» است. در عین حال، آمار مشابهی از شرکت‌کنندگان در این نظرسنجی نشان داد که آن‌ها «به آمریکایی بودن خود افتخار می‌کنند».

## ارزیابی
براساس سخن سخنران معروف نظریه افول آمریکایی نوام چامسکی، فعال سیاسی آمریکا، افول این کشور پس از پایان جنگ جهانی دوم و با «باخت به چین» (تسخیر غیرمنتظره سرزمین اصلی چین توسط حزب کمونیست این کشور) و بعد از جنگ‌های هند و چین، آغاز شد. در سال ۱۹۷۰، سهم ایالات متحده آمریکا از ثروت جهانی در حدود ۲۵ درصد کاهش یافت، ولی همچنان بعد از گذشت سالها همچنان سهم خودرا حفظ کرده‌است. چامسکی در برخی سخنان خود دچار تعارض زیادیست اما گفته بود که «لفاظی قابل توجه چندین سال پیروزی‌گرایی در دهه ۱۹۹۰» را نمی‌پذیرد و آن را «بیشتر توهم خودی» می‌داند. هرچند، چامسکی در سال ۲۰۱۱، گفته بود که «قدرت به هند و چین منتقل نخواهد شد، چون این کشورها فقیرند و چالش‌ها و مشکلات شدید داخلی دارند. ازین‌رو، در آینده نزدیک هیچ رقیبِی در برابر قدرت هژمونی آمریکا در جهان قابل پیش‌بینی نخواهد بود».
جیت هیر می‌گوید که هژمونی ایالات متحده آمریکا همیشه توسط سه ستون حمایت شده‌است: «قدرت اقتصادی، قدرت نظامی و قدرت نرم سیطره فرهنگی». براساس سخن اریک اس. ادلمن، دیپلمات آمریکایی، افول‌گراها یا آن‌هایی که معتقد بر افول آمریکا اند، همواره در گذشته در اشتباه بوده‌اند. با این‌حال، آرون فریدبرگ، دانشمند علوم سیاسی آمریکایی، در این باره هشدار داد که تنها «اشتباه پیش‌بینی کردن» افول‌گرایان در گذشته به این معنی نیست که آن‌ها در تخمین‌ها و پیش‌بینی‌های آیندهٔ شان نیز اشتباه می‌کنند. ازین‌رو، برخی ادعاهای افول‌گرایان باید جدی گرفته شود.
متیو کرونیگ، دانشمند علوم سیاسی آمریکایی، ادعا می‌کند که: «واشینگتن از سال ۱۹۴۵ بدین‌سو سه برنامه ژئوپلیتیکی را در دستور کار قرار داده‌است. نخست این‌که ایالات متحده آمریکا نظم نوین جهانی را ایجاد کرد. دوم اینکه از هر کشوری که وارد این نظم شد استقبال کرد (حتی دشمنان سابقش).  و سوم اینکه ایالات متحده آمریکا در تبانی با متحدان خود سعی کرد برای دفاع از این نظم با کشورها یا گروه‌های مخالف آن مبارزه کند.»

### نظامی
در این گزارش همچنین آمده‌است که برای نابودی قدرت آمریکا، چین و روسیه سعی می‌کنند تا به یک «تسلط منطقه‌ای» دست‌یابند و «برنامه‌های تدریجی تهاجم نظامی» را توسعه بخشند. در سال ۲۰۱۸، فرانک گورنک، جنرال چهار ستارهٔ نیروی هوایی آمریکا، گفت که منافع نیروی هوایی ایالات متحده آمریکا نسبت به روسیه و چین در حال کاهش است. طبق سخن لورن تامپسون، افول نظامی آمریکا زمانی آغاز شد که دیک چنی، وزیر دفاع این کشور، ۲۵ سال قبل صد برنامه بزرگ تسلیحاتی را پس از فروپاشی اتحاد جماهیر شوروی سابق، متوقف کرد. اما با توجه به گفته‌ها ایالات متحده همچنان دارای قوی‌ترین قدرت نظامی جهان است. با وجود خروج ایالات متحده از افغانستان، نیروهای مسلح این کشور در سراسر جهان حضور چشمگیری دارند. با داشتن پایگاه‌های نظامی در بسیاری از نقاط جهان، نیروهای مسلح ایالات متحده قوی‌ترین نیروهای مسلح در جهان هستند.

#### کسری بودجه
پاول کِندی تصریح می‌دارد که تداوم کسری بودجه، خصوصاً در عرصه تقویت نظامی، یگانه دلیل مهم افول هر قدرت بزرگ به‌حساب می‌آید. مصارف جنگ‌های عراق و افغانستان در حال حاضر ۴٫۴ تریلیون دلار تخمین زده می‌شود که کنِدی آن را پیروزی بزرگ برای اسامه بن لادن می‌داند. چون هدف اعلام شدهٔ اسامه، ورشکست کردن آمریکا از طریق کشانیدن آن به یک دام بود. در سال ۲۰۱۱، بودجه نظامی ایالات متحده آمریکا، تقریباً با بودجه نظامی تمامی کشورها برابر بود که بیشترین بودجه نظامی این کشور بعد از جنگ جهانی دوم به حساب می‌آمد.

#### فراگیری ژئوپلیتیک

کشورهای دارای پایگاه‌ها و تأسیسات نظامی ایالات متحده در سال ۲۰۱۶

به گفته امانوئل تاد مورخ، گسترش فعالیت‌های نظامی و تهاجم می‌تواند افزایش قدرت باشد، اما می‌تواند کاهش قدرت را پنهان کند. او مشاهده می‌کند که این اتفاق در رابطه با اتحاد جماهیر شوروی در دهه۱۹۷۰ و با امپراتوری روم رخ داد، و اینکه ایالات متحده ممکن است دوره مشابهی را در زمان سپری کند، علی‌رغم تأثیر آن بر جهان. اما همچنان ایالات متحده شبکه ای گسترده از متحدان و شرکای قدرتمند تا متوسط را در سراسر جهان دارد و این جایگاه این کشور را در جهان تثبیت می‌کند (درمقابل رقیب ژئوپلیتیکی ایالات متحده یعنی چین).

### فرهنگی
گزارشگران و نویسندگانی همچون؛ آلن بلوم، ای.دی. هرش و روسل ژاکوبی اذعان داشتند، که فرهنگ آمریکایی رو به افول است. ساموئل پی. هانتینگتون در مورد روند تغییر فرهنگ و سیاست آمریکا از اواخر دهه ۱۹۵۰ به‌صورت انتقادی اظهار نظر کرد. او بیان داشت که افول‌گرایی در چندین موج ظهور نمود؛ مشخصاً در عکس‌العمل به ایجاد شبکه خبری اسپوتنیک از سوی اتحاد جماهیر شوروی، جنگ ویتنام، بحران قیمت نفت در سال ۱۹۷۳، تنش‌های جماهیر شوروی در اواخر ۱۹۷۰ و ناآرامی عمومی یا اغتشاش مردمی که با پایان جنگ سرد همراه بود. طبق سخن ژاکوبی، مورخ آمریکایی، ظهور مارکسیسم، اقتصاد سیاسی رادیکال، نقد ادبی و مطالعات فرهنگی عواملی بودند که از زمان جنگ جهانی دوم به بعد زمینه را برای افول فرهنگ آمریکایی فراهم ساختند.
ویلیام ج. بینیت ادعا می‌کند که افول فرهنگ آمریکا نمایانگر «تغییر در نگرش‌ها و عقاید مردم» است. براساس شاخص‌های فرهنگی حاکم که در سال ۱۹۹۳ منتشر شد، وضعیت اخلاقی، اجتماعی و رفتاری جامعه مدرن آمریکا را به تصویر می‌کشد که اغلب از آن به عنوان «ارزش‌ها» یاد می‌شود. وضعیت فرهنگی آمریکا نسبت به ۳۰ سال قبل خود، ۱۹۶۳، در حال افول بود. این شاخص نشان‌داد که خشونت جرمی بیش از ۶ برابر، زاد و ولدهای نامشروع بیش از ۵ بار، میزان طلاق ۵ برابر، درصد کودکانی که در خانه‌های یکی از والدین (پدر یا مادر) سکونت دارند ۴ برابر و میزان خودکشی نوجوانان در جریان ۳۰ سال گذشته ۳ برابر شده‌است.

### قطبی شدن سیاسی
بسیاری از مفسران و نظرسنجی‌ها افزایش قطب بندی سیاسی را در ایالات متحده مشاهده کرده‌اند.
برخی از محققان گرایش به قطبی شدن سیاسی در ایالات متحده و سایر کشورها را با افزایش نابرابری اقتصادی وکاهش اقتصادی مرتبط می‌دانند. دیوید لئونهارت می‌نویسد که: «درآمدها، ثروت و امید به زندگی در ایالات متحده برای بسیاری از مردم راکد مانده‌است، که به خلق و خوی خشمگین ملی و تشدید اختلافات سیاسی کمک می‌کند. نتیجه یک دولت نیمه ناکارآمد است که بسیاری از بزرگ‌ترین مزیت‌های کشور را نسبت به چین از بین می‌برد.»
طبق گزارشی توسط محققان آکسفورد از جمله جامعه‌شناس فیلیپ ان. هاوارد، رسانه‌های اجتماعی به دلیل تبلیغات محاسباتی "استفاده از اتوماسیون، الگوریتم‌ها و تجزیه و تحلیل داده‌های بزرگ برای دستکاری عمومی" نقش عمده ای در قطب بندی سیاسی در ایالات متحده داشتند. زندگی" مانند انتشار اخبار جعلی و تئوری‌های توطئه. محققان نقش آژانس تحقیقات اینترنتی روسیه را در تلاش برای تضعیف دموکراسی در ایالات متحده و تشدید اختلافات سیاسی موجود برجسته کردند. برجسته‌ترین روش‌های اطلاع‌رسانی نادرست، پست‌های ظاهری ارگانیک بود تا تبلیغات، و فعالیت‌های عملیاتی نفوذ پس از انتخابات۲۰۱۶ افزایش یافت و به آن محدود نشد. سارا کرپس از بروکینگز خاطرنشان می‌کند که در پی عملیات نفوذ خارجی که چیز جدیدی جز تقویت ابزارهای دیجیتالی نیست، ایالات متحده مجبور شده‌است هزینه‌های گزافی را برای اقدامات دفاعی صرف کند «فقط برای شکستن مشروعیت دموکراتیک».
مایکل مک‌فول، سفیر سابق ایالات متحده در روسیه از سال ۲۰۱۲ تا ۲۰۱۴، معتقد است که ایالات متحده با افول دموکراتیک مواجه شده‌است که ناشی از قطبی‌سازی نخبگان و آسیب‌هایی است که دونالد ترامپ، رئیس‌جمهور سابق آمریکا به اعتماد به انتخابات و پیوند با متحدان دموکراتیک وارد کرده‌است. مک‌فول بیان می‌کند که کاهش دموکراسی امنیت ملی را تضعیف می‌کند و سیاست خارجی را به شدت مهار می‌کند.
بر اساس داده‌های نظرسنجی سال۲۰۲۱ گردآوری شده از شما فرماندار، منظر ملی، و گروه مطالعه رأی دهندگان، ۳۶درصد از پاسخ دهندگان جمهوری‌خواه و ۳۳درصد از دموکرات‌ها می‌گویند که «احساس می‌کنند که استفاده از خشونت برای پیشبرد اهداف سیاسی را توجیه می‌کنند». این نشان دهنده افزایش شدید نسبت به سال۲۰۱۷ است که در آن تنها ۸درصد از جمهوری خواهان و ۸درصد از پاسخ دهندگان دموکرات همین را گفتند. به‌طور مشابه، نظرسنجی انجام شده توسط مرکز سیاسی دانشگاه ویرجینیا نشان داد که بیش از ۸۰درصد از دموکرات‌ها و جمهوری‌خواهان معتقدند که حزب مخالف «خطری آشکار و فعلی برای دموکراسی آمریکایی» است. در مجموع، بیش از ۸۰درصد از پاسخ‌دهندگان نظرسنجی گفتند که می‌ترسند خود یا یکی از نزدیکانشان «از دست دادن یا رنج شخصی ناشی از تأثیرات» سیاست‌های طرف مقابل را تجربه کنند.

### اقتصاد
بزرگ‌ترین اقتصادها بر اساس تولید ناخالص داخلی اسمی در سال ۲۰۲۰
در سال۱۹۷۰ سهم آمریکا از تولید جهانی از ۴۰٪ به ۲۵٪کاهش یافته بود، در حالی که اقتصاددان جفری ساکس مشاهده سهم ایالات متحده از درآمد جهان ۲۴٫۶درصد بود اما همچنان ایالات متحده سهم ۲۵درصدی جهانی خودرا حفظ کرده‌است. نسبت متوسط درآمد مدیر عامل به میانگین دستمزد کارگران در ایالات متحده از ۲۴:۱در سال۱۹۶۵ به ۲۶۲:۱در سال۲۰۰۵ رسید. در سال ۲۰۱۸، نابرابری درآمد به بالاترین سطح ثبت شده توسط اداره سرشماری رسید. اما ایالات متحده همواره افت و خیزهایی در طول تاریخ در نابرابری درآمدی داشته‌است.

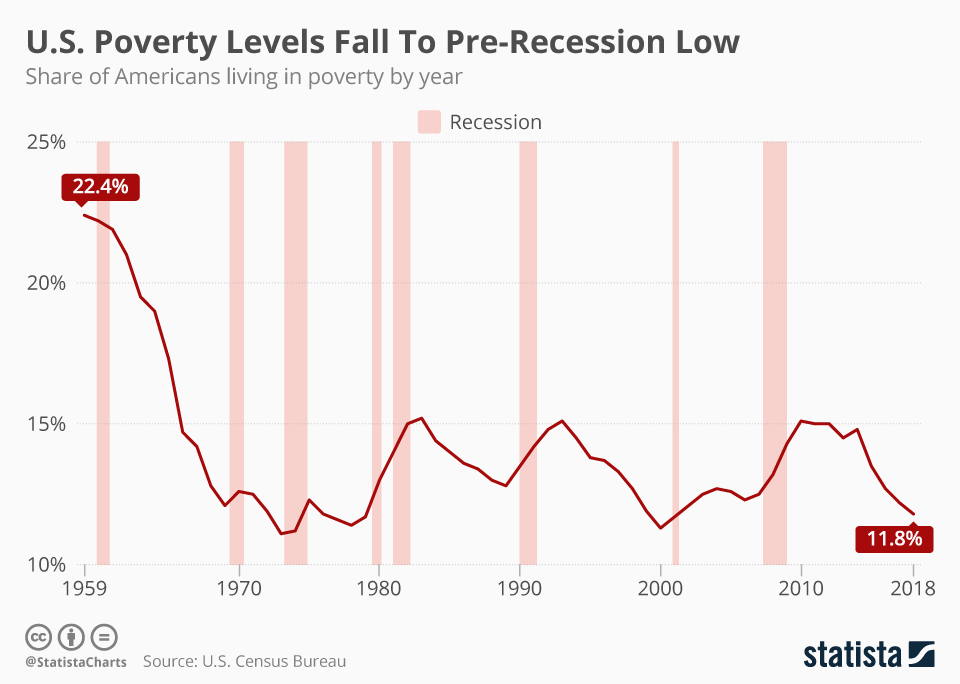
شاخص فقر ایالات متحده بین سال‌های ۱۹۵۹–۲۰۱۸ که همواره رو به کاهش بوده‌است.

تحلیلگران مختلف چالش‌های بهداشتی در ایالات متحده، مانند افزایش هزینه‌های مراقبت‌های بهداشتی را با کاهش کلی ملی مرتبط دانسته‌اند. مقاله ای در سال۲۰۱۸ در مجله آمریکایی سلامت عمومی عوامل متعددی را که توسط محققان قبلی مشاهده شده بود، مانند افزایش هزینه‌های مراقبت‌های بهداشتی، کاهش امید به زندگی، و افزایش «مرگ‌های ناشی از ناامیدی» مانند خودکشی و مصرف بیش از حد مواد مخدر بررسی کرد و این موضوع را با «ناراحتی طولانی مدت که در ایالات متحده دیده می‌شود». میزان مرگ ومیر مادران در ایالات متحده از اواخر دهه۱۹۸۰ در تضاد کامل با سایر کشورهای توسعه یافته بیش از دو برابر شده‌است. اما باید گفت خط فقر در ایالات متحده همواره از دهه پنجاه میلادی رو به کاهش بوده‌است و طبق آخرین آمار در سال ۲۰۲۲، نرخ فقر در ایالات متحده به رقم ۱۱٫۶ درصد کاهش یافته‌است.
براساس شاخص پیشرفت اجتماعی، ایالات متحده با «کاهش اندک اما پیوسته» در سلامت و سایر موارد مواجه است و به همراه برزیل و مجارستان یکی از معدود کشورهایی بودند که بین سال‌های۲۰۱۰ تا۲۰۲۰ در این شاخص سقوط کردند. نیکلاس کریستوف در رابطه با این شاخص گفت: این به مشکلات ساختاری مربوط به قبل از ترامپ اشاره دارد که ترامپ «یکی از علائم این ناخوشی و همچنین علت شتاب آن» است.
بسیاری از کارشناسان علمی و مقامات دولتی سابق از نقش دونالد ترامپ و دولت او در واکنش به همه‌گیری کووید-۱۹، مانند دخالت در آژانس‌های علمی و ارتکاب دروغ‌پردازی در طول همه‌گیری کووید-۱۹،انتقاد کرده‌اند. جف تولفسون در نیچر هشدار داد که صدمات ترامپ به علم ممکن است دهه‌ها طول بکشد تا از بین برود و برخی از این آسیب‌ها دائمی باشند. در اکتبر ۲۰۲۰،مرکز تحقیقات پیو دریافت که مدیریت ترامپ با همه‌گیری ویروس کرونا، شهرت جهانی آمریکا را که قبلاً رو به افول است، از بین برده‌است.

## رقابت با چین

### عوامل و بحث‌ها

تولید ناخالص داخلی (دلار فعلی آمریکا) ایالات متحده، چین (به تریلیون دلار آمریکا، ۱۹۶۰–۲۰۱۹)

تولید ناخالص داخلی سرانه ایالات متحده، چین (۱۹۶۰–۲۰۱۹)

چالش چین با ایالات متحده برای تسلط جهانی، موضوع اصلی بحث در مورد افول آمریکا است. به گفته برخی تحلیلگران ایالات متحده دیگر تنها ابرقدرت بلامنازع نیست که در هر حوزه ای (نظامی، فرهنگی، اقتصادی، فناوری، دیپلماتیک) در هر منطقه از جهان تسلط دارد. بر اساس شاخص قدرت آسیا در سال۲۰۲۱، در آسیا، ایالات متحده همچنان در زمینه ظرفیت نظامی،نفوذ فرهنگی،انعطاف‌پذیری،منابع آینده،نفوذ دیپلماتیک و شبکه‌های دفاعی پیشتاز است.
چین تنها اقتصاد بزرگی بود که رشد را در سال۲۰۲۰ گزارش کرد (درمورد آمارهای ارائه شده تردیدهای زیادی وجود دارد). اقتصاد چین ۲٫۳درصد رشد کرد در حالی که انتظار می‌رفت اقتصاد ایالات متحده و منطقه یورو به ترتیب ۳٫۶درصد و ۷٫۴درصد کوچک شوند. سهم چین از تولید ناخالص داخلی جهانی به ۱۶٫۸٪افزایش یافت، در حالی که اقتصاد ایالات متحده ۲۲٫۲٪از تولید ناخالص داخلی جهانی را در سال۲۰۲۰ تشکیل می‌داد در پایان سال ۲۰۲۴، با این حال، اقتصاد چین با توجه به انتظار می‌رود که کوچکتر از آنچه قبلاً پیش‌بینی شده بود، در حالی که اقتصاد ایالات متحده انتظار می‌رود بزرگتر، صندوق بین‌المللی پول ۲۰۲۱ گزارش در چشم‌انداز اقتصاد جهانی شود. انتظار می‌رود که پیشتازی ایالات متحده حداقل برای چهارمین بار ادامه یابد، در سال ۲۰۲۲ برای اولین دوره پایدار از سال۱۹۹۰ اقتصاد ایالات متحده با سرعت رشد اقتصادی بالاتر از چین را ثبت کرد.
در سال ۲۰۲۰، چین مشارکت اقتصادی جامع منطقه ای را امضا کرد که بزرگ‌ترین بلوک تجارت آزاد جهان است. مجله تایم استدلال کرد که ایالات متحده می‌تواند «بازنده بزرگ» معامله باشد. با این حال،وال استریت ژورنال گزارش داد که آزادسازی‌های مربوط به تعرفه از RCEP بسیار کم خواهد بود و آن را «ببر کاغذی» می‌نامد. یک مطالعه جامع در مورد این قرارداد نشان می‌دهد که بدون مشارکت هند، تنها ۰٫۰۸ درصد به تولید ناخالص داخلی چین در سال ۲۰۳۰ اضافه می‌کند و اینکه بسیاری از کشورهای امضا کننده تحت نفوذ ایالات متحده هستند.
چین همچنین آمریکا را در تجارت با پیشی اتحادیه اروپا برای اولین بار در سال 2020. در دسامبر، اتحادیه اروپا اعلام کرد که توافقنامه جامع سرمایه‌گذاری با چین در اصل منعقد شده‌است. برخی از تحلیلگران گفتند که این توافق ممکن است به روابط با ایالات متحده آسیب برساند.
در سال ۲۰۲۰، چین برای دومین بار از آمریکا پیشی گرفت و به عنوان کشور پیشرو در سرمایه‌گذاری مستقیم خارجی (FDI) در جهان قرار گرفت. دانیل روزن، تحلیلگر قدیمی روابط اقتصادی ایالات متحده و چین، گفت که طبیعی است که سرمایه‌گذاری خارجی در ایالات متحده تحت شرایط فوق‌العاده به دلیل اقتصاد بازار باز آن به شدت کاهش یابد، ویژگی که چین فاقد آن است. روزن گفت: «هیچ دلیلی برای نگرانی در مورد چشم‌انداز FDI در ایالات متحده وجود ندارد، مشروط بر اینکه ایالات متحده به سیستم اصلی رقابتی بازار باز خود پایبند باشد.» پیش از این، در سال ۲۰۰۳، چین یک بار به عنوان بزرگ‌ترین دریافت کننده سرمایه‌گذاری مستقیم خارجی از آمریکا پیشی گرفت اما مجدداً ایالات متحده مقام خود را پس گرفت.
متیو کرونیگ، دانشمند علوم سیاسی، می‌گوید: «طبق یک خرد متعارف در حال ظهور، چین تا حدودی از ایالات متحده حمایت می‌کند زیرا دولت استبدادی آن می‌تواند به‌طور استراتژیک برای بلندمدت برنامه‌ریزی کند، بدون محدودیت توسط شاخه‌های رقیب دولت،انتخابات منظم و افکار عمومی. با این حال، این ایمان به صعود خودکامه و افول دموکراتیک برخلاف واقعیت تاریخی است.» کرونیگ استدلال می‌کند که جوامع باز «نوآوری، اعتماد به بازارهای مالی و رشد اقتصادی را تسهیل می‌کنند.» کرونیگ همچنین پیشنهاد می‌کند: «طرح‌هایی که اغلب به عنوان شواهدی از چشم‌انداز دوراندیشی چین ذکر می‌شوند، طرح کمربند و جاده و ساخت چین ۲۰۲۵، توسط شی به ترتیب در سال‌های۲۰۱۳ و۲۰۱۵ اعلام شد. هر دو بسیار جدیدتر از آن هستند که به عنوان نمونه‌های درخشانی از برنامه‌ریزی استراتژیک موفق و بلندمدت تجلیل شوند.»
به گفته دیوید لئونهارت، «فرای اقتصاد، چین در دهه گذشته در زمینه‌های دیگر نیز پیشرفت چشمگیری داشته‌است. به لطف افزایش روزافزون در چین و موارد ناچیز در ایالات متحده، این کشور در حال تبدیل شدن به سرمایه‌گذار اصلی تحقیق و توسعه علمی در جهان است. کیفیت علم آمریکایی همچنان بالاتر است، اما شکاف کمتر شده‌است.» با این حال، به گفته بری ناتون، حتی در نرخ تبدیل برابری قدرت خرید، متوسط درآمد شهری کمی بیش از ۱۰٬۰۰۰ دلار آمریکا و متوسط درآمد روستایی در چین ۴٬۰۰۰ دلار آمریکا ناتون این سؤال را مطرح کرد که آیا برای کشوری با درآمد متوسط از این نوع از نظر اقتصادی معقول است که «چنین بخش نامتناسبی از مخارج مخاطره آمیز مربوط به پیشروی فناوری‌های جدید را بپذیرد».

#### افول اقتصادی چین در مقابل ایالات متحده
به گفته کوین راد، نخست‌وزیر سابق استرالیا، «چین دارای آسیب‌پذیری‌های داخلی متعددی است که به ندرت در رسانه‌ها به آن اشاره می‌شود. از سوی دیگر، ایالات متحده همیشه نقاط ضعف خود را در معرض دید عموم قرار داده‌است، اما بارها ظرفیت خود را برای اختراع مجدد و بازسازی نشان داده‌است.» رایان هاس، کارشناس ارشد سیاست خارجی در موسسه بروکینگز، گفت که بسیاری از روایت چین «به‌طور اجتناب ناپذیر در حال افزایش و در آستانه سبقت گرفتن از ایالات متحده در حال تزلزل» توسط رسانه‌های وابسته به دولت چین تبلیغ می‌شود. هاس ادامه داد: «سیستم‌های اقتدارگرا در نشان دادن نقاط قوت و پنهان کردن نقاط ضعف خود عالی هستند. اما سیاستگذاران در واشینگتن باید بتوانند بین تصویری که پکن ارائه می‌کند و واقعیت‌هایی که با آن مواجه است تمایز قائل شوند.»
به گفته اسکات روزل، اقتصاددان آمریکایی و ناتالی هل، محقق، «چین بسیار شبیه مکزیک یا ترکیه دهه۱۹۸۰ است تا تایوان یا کره جنوبی دهه۱۹۸۰. هیچ کشوری تا به حال به وضعیت درآمد بالا با نرخ دستیابی به دبیرستان زیر ۵۰درصد نرسیده‌است. با نرخ دستیابی به دبیرستان در چین ۳۰ درصد، این کشور ممکن است با مشکل جدی مواجه شود.» در سن ۳۰ سالگی، تعداد سال‌های تحصیل در چین ۳۴٫۶ درصد کمتر از ایالات متحده است. در سن ۴۰ سالگی، این شکاف به ۳۸٫۹ درصد افزایش می‌یابد. در سن ۵۰ سالگی، بیشتر به ۴۷ درصد افزایش می‌یابد. در ۶۰ سالگی به ۵۵٫۵ درصد می‌رسد. روزل و جهنم هشدار می‌دهند که چین به دلیل شکاف شهری روستایی در آموزش و بیکاری ساختاری در خطر افتادن در دام درآمد متوسط است.
رایان هاس درموسسه بروکینگز گفت که جمعیت در سن کار چین در حال کاهش است و افزود: «تا سال ۲۰۵۰، چین از ۸کارگر در حال حاضر به ازای هر بازنشسته به ۲کارگر در هر بازنشسته خواهد رسید. علاوه بر این، درحال حاضر بسیاری از دستاوردهای بهره‌وری بزرگ ناشی از تحصیل بیشتر و شهرنشینی جمعیت و پذیرش فناوری‌ها برای کارآمدتر ساختن تولید را از بین برده‌است.» نیکلاس ابرشتات، اقتصاددان و کارشناس جمعیت‌شناسی در موسسه امریکن انترپرایز، گفت که روندهای جمعیتی کنونی بر اقتصاد و ژئوپلیتیک چین چیره خواهد شد و رشد آن را بسیار نامشخص تر خواهد کرد. وی گفت:دوران رشد اقتصادی قهرمانانه به پایان رسیده‌است.

### سیاست خارجی
در ماه مه۲۰۲۰، مطابق با قانون مجوز دفاع ملی جان اس. مک کین برای سال مالی ۲۰۱۹،دولت ترامپ گزارشی با عنوان «رویکرد استراتژیک ایالات متحده به جمهوری خلق چین» به اعضای کنگره ایالات متحده ارائه کرد. این گزارش رویکرد کل دولت را در قبال چین تحت استراتژی امنیت ملی۲۰۱۷ بیان می‌کند، که می‌گوید زمان آن رسیده‌است که ایالات متحده در سیاست‌های شکست‌خورده دو دهه گذشته تجدیدنظر کند سیاست‌هایی مبتنی بر این فرض که تعامل با رقبا و گنجاندن آنها در موسسات بین‌المللی و تجارت جهانی آنها را به بازیگرانی خوش‌اخلاق و شرکای قابل اعتماد تبدیل می‌کند. این گزارش می‌گوید که «منعکس‌کننده یک ارزیابی مجدد اساسی از نحوه درک و پاسخ ایالات متحده به رهبران چین است» و می‌افزاید: «ایالات متحده رقابت استراتژیک بلندمدت بین دو سیستم خود را به رسمیت می‌شناسد.»
در فوریه ۲۰۲۱،جو بایدن، رئیس‌جمهور آمریکا، گفت که چین «جدی‌ترین رقیب» است که چالش‌هایی را در زمینه «رفاه، امنیت و ارزش‌های دموکراتیک» ایالات متحده ایجاد می‌کند آنتونی بلینکن وزیر امور خارجه اظهار داشت که رویکردهای خوش‌بینانه قبلی در مورد چین ناقص است، و چین «مهم‌ترین چالش هر کشور ملتی در جهان را برای ایالات متحده ایجاد می‌کند». بلینکن همچنین موافقت کرد که بایدن سلف، دونالد ترامپ، «در اتخاذ رویکرد سخت‌گیرانه‌تری در قبال چین حق داشت». در آوریل ۲۰۲۱،سنای ایالات متحده قوانین مهمی را در پاسخ به نفوذ فزاینده چین در امور بین‌الملل ارائه کرد. این لایحه با عنوان "قانون رقابت استراتژیک ۲۰۲۱" منعکس کننده نگرش تندرو دموکرات‌ها و جمهوری خواهان کنگره است و هدف آن مقابله با ابتکارات دیپلماتیک و استراتژیک دولت چین است.
در ماه مه ۲۰۲۱، قانون رقابت استراتژیک ۲۰۲۱ در لایحه ای بزرگتر، قانون نوآوری و رقابت ایالات متحده (USICA) ادغام شد و اجازه ۱۱۰ billion دلار آمریکا برای تحقیقات فناوری پایه و پیشرفته در یک دوره پنج ساله. در ژوئن ۲۰۲۱،USICA با ۶۸ بر ۳۲ در سنا با حمایت دو حزب به تصویب رسید.

## مقایسه با کشورهای قبلی
ساموئل پی هانتینگتون متوجه شد که پیش‌بینی افول آمریکا بخشی از سیاست آمریکا از اواخر دهه۱۹۵۰ بوده‌است. به گفته دانیل بل: «بسیاری از مفسران برجسته آمریکا به‌طور مداوم انگیزه قدرتمندی داشتند که ایالات متحده را یک سبد ضعیف و پرورش ببینند که به ناچار به دست رقبای قوی‌تر خواهد افتاد، همان‌طور که روم به دست بربرها افتاد یا فرانسه هنری پنجم در آگینکور.» هانتینگتون انحطاط را به عنوان نادرست نقد کرد، اما در برخی موارد آن را به اینصورت ستود: «زوال گرایی کاهش قریب‌الوقوع قدرت آمریکا را پیش‌بینی کرده‌است. در تمام مراحل آن، پیش‌بینی برای جلوگیری از این انقباض محوری شده‌است.»
مایکل هادسون اشاره می‌کند که بخشودگی بدهی زمانی ضروری است که بدهی افراد به ایالت خیلی زیاد باشد. در حالی که امپراتوری‌های پیشین (آشوری) از طریق بخشودگی دوره‌ای بدهی‌ها جان سالم به در می‌بردند، این عمل با امپراتوری روم پایان یافت و منجر به فقیر شدن و خلع ید کشاورزان و ایجاد یک لومپن پرولتاریا در حال رشد شد. همین روند به فروپاشی امپراتوری بریتانیا کمک کرد و امروز نیز ادامه دارد، با بحران‌های مالی دوره ای (دهه۱۹۳۰٬۲۰۰۸) که تنها با کمک‌های مالی دولت ویا جنگ تسکین می‌یابد. هادسون اضافه می‌کند که هربار که تاریخ تکرار می‌شود، قیمت آن بالا می‌رود، یعنی آمریکا با بدهی‌های بانکی بدون مکانیسم بخشش ویران می‌شود و فروپاشی را اجتناب‌ناپذیر می‌کند.
پل کی مکدونالد، دانشمند علوم سیاسی، می‌نویسد که قدرت‌های بزرگ می‌توانند در انحطاط نسبی یا مطلق باشند و در مورد روش‌هایی که اغلب پاسخ می‌دهند بحث می‌کند. متداول‌ترین آنها تعدیل (کاهش برخی اما نه همه تعهدات دولت) است.

### بریتانیا
کندی چنین استدلال می‌کند که: «قدرت مالی بریتانیا تنها تعیین‌کننده‌ترین عامل در پیروزی‌هایش بر فرانسه در طول قرن هجدهم بود و این فصل درمورد جنگ‌های ناپلئونی و ادغام قدرت مالی بریتانیا با قدرت صنعتی جدید به پایان می‌رسد.» او پیش‌بینی می‌کند که از آنجایی که دلار آمریکا نقش خود را به عنوان ارز جهانی ازدست می‌دهد، نمی‌تواند هزینه‌های نظامی خود را از طریق مخارج کسری تأمین کند.
به گفته ریچارد لاچمن، اگر ایالات متحده، مانند بریتانیا، بتواند خانواده‌ها و نخبگان خاصی را از کنترل انحصاری ادارات و قدرت‌های دولتی محدود کند، بسیار بیشتر دوام خواهد آورد.

### اتحاد جماهیر شوروی
هارولد جیمز، مورخ، مقاله‌ای با عنوان «آمریکای شوروی اواخر» نوشت و ایالات متحده کنونی را با اتحاد جماهیر شوروی سابق مقایسه کرد. جیمز نوشت که بسیاری از جنبه‌های ایالات متحده اکنون شبیه به اواخر اتحاد جماهیر شوروی است: تشدید درگیری‌های اجتماعی، رقابت‌های قومی-نژادی، و افول اقتصادی. او پیش‌بینی کرد که دلار ممکن است ارزش خود را از دست بدهد و شبیه روبل شوروی شود. جیمز مقاله را به پایان رساند و با اشاره به ناتوانی گورباچف در جلوگیری از فروپاشی پس از جانشینی برژنف، کاهش اقتصادی ادامه خواهد یافت، حتی اگر تغییری در رهبری صورت گیرد.
الکس لو، ستون نویس ساوت چاینا مورنینگ پست، نوشت: «روسیه شوروی در زمان میخائیل گورباچف نمی‌دانست که امپراتوری را از دست داده بود تا اینکه خیلی دیر شده بود. سرنوشت ایالات متحده نیز متفاوت نخواهد بود.»

## مفسران
- خودت را آماده کن امپراتوری آمریکا به پایان رسیده‌است. و فرود هولناک خواهد بود. کریس هجز
- فیلسوفان مایکل هارت و آنتونیو نگری در اواسط دهه۱۹۹۰ در مورد یک گذار مداوم به یک ساختار نوظهور ایجاد شده در بین قدرت‌های حاکم که نویسندگان آن را «امپراتوری» می‌نامند، نظریه‌پردازی کردند.
- موریس برمن مورخ آمریکایی سه‌گانه ای از کتاب‌های منتشر شده بین سال های۲۰۰۰ تا۲۰۱۱ دربارهٔ زوال تمدن آمریکایی نوشت.
- ایگور پانارین، دانشمند علوم سیاسی و فارغ‌التحصیل دانشکده فرماندهی عالی نظامی مخابراتKGB، پیش‌بینی کرد که از سال۱۹۹۸، ایالات متحده در سال۲۰۱۰ به شش بخش فرو خواهد رفت.[۹۰] او همچنین کتاب سقوط دلار و فروپاشی ایالات متحده آمریکا(۲۰۰۹) را نوشت.[۹۱]
- استانیسلاو بلکوفسکی، تحلیلگر سیاسی روسی، پیش‌بینی کرد که ممکن است نوبت آمریکا باشد که در خشونت خود ویرانگر و فروپاشی اجتناب ناپذیر فرورود.[۹۲]
- کریس هجز، روزنامه‌نگار آمریکایی، در کتاب خود در سال۲۰۱۸ آمریکا، تور خداحافظی، پیش‌بینی می‌کند که «در عرض یک دهه، حداکثر دو» آمریکا دیگر ابرقدرت برتر جهان نخواهد بود.[۹۳]
- در سال۲۰۱۷، ایوان اوسنوس از نیویورکر یک سناریوی بالقوه برای یک انقلاب خشونت‌آمیز در ایالات متحده و عواقب آن برای «ابر ثروتمندها» را ترسیم کرد.[۹۴]
- دونالد ترامپ اولین نامزد ریاست جمهوری بود که این ایده را ترویج کرد که ایالات متحده در حال زوال است.[۹۵]
- پس از ژانویه ۶ شورش ایالات متحده آمریکا کاپیتول،هافپست خبرنگار امیلی پک مقاله ای با عنوان «پایتخت شورش بلورین ۴سال کاهش آمریکایی» نوشت.[۹۶]
- ژان کرتین، نخست‌وزیر سابق کانادا (۱۹۹۳–۲۰۰۳)،انتخاب ترامپ را یک «خطای بزرگ» توصیف کرد که «پایان واقعی امپراتوری آمریکا» را در خاطرات خود در سال ۲۰۱۸ اعلام کرد.[۹۷]
- اندیشکده آمریکایی شورای آتلانتیک استدلال می‌کند که در حالی که ایالات متحده واقعاً در حال افول است، فکر کردن غیرقابل برگشت بودن آن «بدبینی غیرمنطقی» است.[۹۸]

## افکار عمومی
نظرسنجی‌های سال ۲۰۱۸، رهبری ایالات متحده را یک خط پایین‌تر از ۳۱ درصد چین قرار داد و آلمان را با ۴۱ درصد تأیید، محبوب‌ترین قدرت دانست.
یک نظرسنجی در سال۲۰۱۹ که توسط مرکز تحقیقاتی پیو انجام شد نشان می‌دهد که اکثریت آمریکایی‌ها پیش‌بینی می‌کنند که اقتصاد ایالات متحده در سال۲۰۵۰ ضعیف‌تر شود. همچنین، این نظرسنجی می‌گوید، اکثریت مردم فکر می‌کردند که ایالات متحده «کشوری با بدهی ملی رو به رشد، شکاف گسترده‌تر بین ثروتمندان و فقرا و نیروی کار در معرض تهدید اتوماسیون» خواهد بود.
در بحبوحه همه‌گیری کووید-۱۹، افکار عمومی ایالات متحده و چین در اکثر کشورهای مورد بررسی توسط مرکز افکار سنجی پیو بدتر شد. نظر ایالات متحده در مجموع مطلوب تر از نظر چین بود. نظر مدیریت این بیماری همه گیر در هر دو کشور منفی بود، اما نظر چین برای مدیریت این بیماری همه گیر مطلوب تر از ایالات متحده بود.
در یک نظرسنجی در سال۲۰۲۱ از۱۰۱۹ آمریکایی درست پس از شورش در کاپیتول، ۷۹درصد از شرکت کنندگان در نظرسنجی گفتند که آمریکا «در حال فروپاشی» است. در همان زمان، نسبت مشابهی از پاسخ دهندگان در نظرسنجی نشان دادند که «به آمریکایی بودن خود افتخار می‌کنند».
بر اساس نظرسنجی ژانویه۲۰۲۱ از۱۰۳۲ نفر از کشورهای شرق آسیا توسط مؤسسه سنگاپوری، ۶۱٫۵ درصد از پاسخ دهندگان گفتند اگر مجبور به انتخاب طرف در رقابت بین دو کشور شوند، ایالات متحده را به جای چین انتخاب می‌کنند. حمایت از ایالات متحده نسبت به نظرسنجی سال قبل ۷٫۹درصد افزایش یافته‌است.
در اواخر ژانویه ۲۰۲۱، پیو گزارش داد که با نزدیک شدن به مراسم تحلیف بایدن، نظرسنجی‌ها نشان داد که نظر بین‌المللی ایالات متحده در اروپا به‌طور قابل توجهی بهبود یافته‌است و به۷۲ تا۸۴ درصد خوش‌بینی در مورد روابط ایالات متحده در بریتانیا، فرانسه و آلمان افزایش یافته‌است.